# Уряд Франції
Уряд Франції (фр. Gouvernement français, вимовляється: [ɡuvɛʁnəmɑ̃ fʁɑ̃sɛ]), офіційно Уряд Французької Республіки (Gouvernement de la République française, [ɡuvɛʁnəmɑ̃ də la ʁepyblik fʁɑ̃sɛːz]) — вищий орган виконавчої влади Франції.

## Діяльність
Відповідно до Конституції Франції, уряд визначає і проводить політику Нації, в його розпорядженні знаходяться адміністрація і збройні сили. Уряд несе відповідальність перед парламентом. Що займає посаду міністра не має права бути депутатом парламенту, займати будь-яку посаду загальнонаціонального характеру і вести будь-яку професійну діяльність. Відповідно до статті 48 Конституції Національні збори щонайменше одне пленарне засідання на тиждень, у тому числі під час позачергових сесій, відводить в пріоритетному порядку на відповіді членів уряду на запити парламентаріїв.

## Голова уряду
- Прем'єр-міністр — Елізабет Борн.

## Кабінет міністрів
Склад чинного уряду подано станом на 6 грудня 2016 року.
| Логотип | Міністерство                                                              | Міністр                                        | Фото | Час на посаді | Час на посаді | Партія | Партія | Вебсайт |
| ------- | ------------------------------------------------------------------------- | ---------------------------------------------- | ---- | ------------- | ------------- | ------ | ------ | ------- |
|         | Міністерство внутрішніх справ                                             | Жеральд Дарманен (Gérald Darmanin)             |      |               |               |        |        |         |
|         | Міністерство державної служби                                             | Аннік Жирарден (Annick Girardin)               |      |               |               |        |        |         |
|         | Міністерство екологічного переходу                                        | Барбара Помпілі (Barbara Pompili)              |      |               |               |        |        |         |
|         | Міністерство економіки, фінансів і промисловості                          | Бруно ле Мер (Bruno Le Maire)                  |      |               |               |        |        |         |
|         | Міністерство житлово-комунального господарства та стійкого розвитку       | Емманюель Кос (Emmanuelle Cosse)               |      |               |               |        |        |         |
|         | Міністерство заморських територій                                         | Еріка Баре (Ericka Bareigts)                   |      |               |               |        |        |         |
|         | Міністерство Європи та закордонних справ                                  | Катрін Колонна (Catherine Colonna)             |      |               |               |        |        |         |
|         | Міністерство культури                                                     | Ріма Абдул Малак (Rima Abdul-Malak)            |      |               |               |        |        |         |
|         | Міністерство міських територій, молоді і спорту                           | Патрік Канне (Patrick Kanner)                  |      |               |               |        |        |         |
|         | Міністерство оборони                                                      | Себастьян Лекорню (Sébastien Lecornu)          |      |               |               |        |        |         |
|         | Міністерство освіти та досліджень                                         | Нажа Валльо-Белькасем (Najat Vallaud-Belkacem) |      |               |               |        |        |         |
|         | Міністерство праці, зайнятості, професійної освіти та суспільного діалогу | Міріям ель Хомрі (Myriam El Khomri)            |      |               |               |        |        |         |
|         | Міністерство соціальної політики та охорони здоров'я                      | Марісоль Турен (Marisol Touraine)              |      |               |               |        |        |         |
|         | Міністерство сільського господарства та спікер уряду                      | Стефан Лє Фой (Stephane Le Foll)               |      |               |               |        |        |         |
|         | Міністерство сім'ї, дітей і прав жінок                                    | Лоренс Россіньоль (Laurence Rossignol)         |      |               |               |        |        |         |
|         | Міністерство територіального розвитку                                     | Крістоф Бешу (Christophe Béchu)                |      |               |               |        |        |         |
|         | Міністерство юстиції                                                      | Ерік Дюпон-Моретті (Éric Dupond-Moretti)       |      |               |               |        |        |         |